# Emji
 (janvier 2023).
- Si vous ne connaissez pas le sujet, laissez ce bandeau (vous pouvez alors contacter les auteurs).
- Si vous supprimez le contenu mis en cause (vous pouvez préalablement contacter les auteurs),

argumentez précisément cette suppression dans la page de discussion
(un manque de référence n'est pas un argument ; une recherche réelle de référence doit avoir été effectuée, être formellement documentée).
 (décembre 2016).
Emji est une auteure-compositrice-interprète française née le 14 mars 1987 à Évreux, en Normandie. Après avoir travaillé comme modéliste, puis s'être produite pendant deux ans dans le métro parisien, elle accède à la notoriété en 2015 en remportant la onzième édition de la Nouvelle Star, diffusée sur D8. Après avoir sorti plusieurs singles, elle sort son premier album le 26 février 2016, intitulé Folies douces.

## Biographie

### Débuts
Emji a toujours été attirée par la chanson et la scène. Née Marion Grod, en Normandie, elle a grandi à Froncles, en Haute-Marne, à partir de l'âge de cinq ans. Elle participe depuis son enfance à des concours de chants et se produit pour des radios locales, des bals et des cabarets en Champagne-Ardenne. Elle se rend ensuite à Paris où elle apprend le chant lyrique au conservatoire Léo Délibes à Clichy. Elle multiplie les concerts dans les bars, les rades, les caves de salles de concert puis dans le métro, principalement à la station République, où elle s'accompagne de sa guitare. Elle intègre le collectif d'artistes Rouge Rouge N3 et multiplie les concerts autogérés[source secondaire souhaitée]. Son répertoire dans le métro est composé principalement de reprises mais aussi de compositions originales dont certaines seront enregistrés sur son premier EP[source secondaire souhaitée] EMJI & Les Âmes en noir en 2013. Peu de temps avant sa participation à Nouvelle Star, Emji lance une souscription pour l'enregistrement du titre Poignées d'amour et pour le tournage du clip[source secondaire souhaitée] mais ils seront remis à une date ultérieure comme Emji l'a confirmé lors d'un chat vidéo sur Facebook[pertinence contestée]. Le 25 février 2016, c'est-à-dire la veille de la sortie de son premier album, Emji effectue son retour dans le métro et offre trois concerts live aux voyageurs de la RATP aux stations Franklin D. Roosevelt, Gare de Lyon et République[pertinence contestée]. Pour la chanteuse, c'est l'occasion de « fêter l'album par un retour aux sources » et « de boucler la boucle » comme elle le déclare dans une interview. Lors de chaque concert elle interprète trois ou quatre titres issus de son album Folies douces devant environ 200 spectateurs au point de perturber la circulation dans les couloirs du métro.

### LaNouvelle Star
Après deux années passées à chanter en tant que musicienne du métro Parisien, Emji s'inscrit à la onzième édition de la Nouvelle Star en 2014 et participe aux premières auditions à Lyon. Dès sa première prestation, elle impressionne le jury (Sinclair, Élodie Frégé, Yarol Poupaud et André Manoukian) avec Toxic de Britney Spears version Yael Naim et repart avec son ticket pour Paris. Au théâtre, elle enchaîne facilement les étapes : l'épreuve des lignes avec Babooshka de Kate Bush, l'épreuve des trios avec Double je de Christophe Willem, l'épreuve des PBO avec Tandem de Vanessa Paradis, l'épreuve de la dernière chance avec Call Me de Blondie et l'épreuve du feu avec Chandelier de Sia. À l'issue de cette dernière épreuve, Emji est sélectionnée parmi les 11 finalistes pour participer aux primes de l'émission à l'Arche Saint-Germain et fait déjà figure de principale favorite pour remporter cette onzième saison. À partir du 22 janvier 2015, elle enchaîne les performances lors de chaque soirée et se retrouve en finale avec Mathieu. Le nombre de vues de certaines de ses prestations sur la chaîne YouTube de la Nouvelle Star dépasseront en quelques mois celles des autres candidats, toutes saisons confondues (présentes depuis plusieurs années)[source secondaire souhaitée]. Parmi les nouveautés de cette onzième saison, les deux finalistes ont la possibilité de présenter au public un titre original qui deviendrait leur premier single en cas de victoire. C'est ainsi qu'Emji interprète le titre Toboggan, écrit par Jérôme Attal et arrangé musicalement par Mathias Malzieu, le chanteur du groupe Dionysos. Sans grande surprise, elle remporte la finale de l'émission le 12 mars 2015. Le titre Toboggan est enregistré en studio par Emji le 14 mars 2015, le jour de son anniversaire, soit seulement deux jours après sa victoire en finale. Le 3 mai 2016, Emji fait son retour dans l'émission[pertinence contestée], lors de la finale de la douzième saison, ce qui lui permet d'interpréter le single Lost, issu de son premier album.

### Folies douces
Dès la fin de l'émission Nouvelle Star, Emji exprime sa volonté d'enregistrer rapidement son futur album et de remonter sur scène dans les meilleurs délais. Le titre Toboggan, qu'elle avait présenté lors de la finale, sort en single dans la foulée de sa victoire et est suivi par un EP contenant quelques-unes de ses plus remarquables prestations live réarrangées. Emji poursuit l'enregistrement de nouvelles chansons et sort deux titres inédits en single numérique, Dur dur et Lost, qui ont chacun droit à un véritable clip pour assurer leur promotion. Le 7 septembre 2015, Emji annonce que son album, nommé Folies douces, sortira le 16 octobre 2015 et qu'une tournée promotionnelle est prévue dans toute la France. Le 2 octobre 2015, dans un nouveau message (Emji assure elle-même sa communication par les réseaux sociaux), elle explique que la sortie de son album est repoussée compte tenu du fait que « le développement d'artiste est difficile aujourd'hui » et que c'est un EP qui sortira à la date envisagée pour l'album. Cet EP, Préliminaires, sort sous un format numérique mais aussi en CD quelques jours plus tard. En plus de Lost, il contient un remix et quatre titres inédits dont deux qui ne figureront pas sur l'album Folie douces qui est désormais prévu pour le 8 janvier 2016. Le 11 décembre 2015, Emji annonce que son album est repoussé au 26 février 2016 et qu'il s'agit de la date définitive de sortie. En plus des raisons données par Emji, ces décalages successifs peuvent s'expliquer par des ventes moyennes des singles numériques et par le fait que la maison de disque souhaite profiter de la promotion de la douzième saison de Nouvelle Star qui devrait démarrer au début de l'année 2016. Malgré ce contretemps, Emji a donné plusieurs concerts de septembre à novembre 2015 afin de présenter en live les titres de son futur album, ce qui lui permet de retrouver la scène.[source secondaire souhaitée] Le 26 février 2016, l'album sort au format CD mais aussi au format numérique avec cinq titres bonus différents de ceux de la version CD (trois titres issus de Préliminaires et les versions studios de Poupée et Poignées d'amour). Son album s'est écoulé à moins de 10 000 exemplaires.

### Les Trois Mousquetaires
Le 23 octobre 2015, Emji annonce qu'elle a obtenu le rôle de Milady de Winter dans la comédie musicale des Trois Mousquetaires, et qu'elle démarrera la tournée à partir de septembre 2016. Cette comédie musicale, conçue et produite par l'équipe de Robin des Bois, sera interprétée notamment par Damien Sargue vu dans Roméo et Juliette, de la haine à l'amour. Elle réalise sa première représentation le 29 septembre 2016 au Palais des sports de Paris. Emji participe le 27 avril 2016 à un showcase promotionnel dans la salle du Comédia à Paris où toute la troupe interprète des titres de l'album[pertinence contestée]. Elle fait partie des chœurs sur Ho Hé, On my mind et J'ai besoin d'amour comme tout le monde et interprète en solo les titres Je suis cash et Rendez-vous en enfer[source secondaire souhaitée]. Le premier fait partie de l'album Les 3 Mousquetaires qui comporte 15 titres au total. Emji apparaît, sans chanter, dans le clip de De mes propres ailes d'Olivier Dion[pertinence contestée].

### Je vais t'aimer
Elle intègre la distribution de la comédie musicale Je vais t'aimer qui débute le 21 octobre 2021 au Zénith de Lille. Elle y joue le rôle de Louise.

## Discographie

### Singles
| Année | Titre                     | Durée | Date de sortie | Commentaires                                                              |
| ----- | ------------------------- | ----- | -------------- | ------------------------------------------------------------------------- |
| 2015  | Toboggan                  | 3:16  | 25/03/2015     | Version numérique uniquement                                              |
| 2015  | Dur dur                   | 2:39  | 23/06/2015     | Version numérique uniquement                                              |
| 2015  | Lost                      | 3:43  | 11/09/2015     | Version numérique uniquement                                              |
| 2015  | Lost (Skydancers Remix)   | 3:28  | 18/09/2015     | Version numérique uniquement                                              |
| 2015  | Lost (version acoustique) | 3:29  | 24/12/2015     | Version numérique uniquement (offerte par Emji en téléchargement gratuit) |
| 2019  | Vegas                     | 2:56  | 08/02/2019     | Version numérique uniquement                                              |

### Participations
| Année | Titre                       | Durée | Date de sortie | Commentaires                                                 |
| ----- | --------------------------- | ----- | -------------- | ------------------------------------------------------------ |
| 2016  | Je suis cash                | 04:06 | 29/04/2016     | 6e titre de l'album Les 3 Mousquetaires                      |
| 2016  | Diamond Rain                | 03:38 | 21/08/2016     | Single Stevans featuring EMJI ; version numérique uniquement |
| 2016  | Je suis cash                | 04:06 | 30/09/2016     | 6e titre de la réédition de l'album Les 3 Mousquetaires      |
| 2016  | Rendez-vous en enfer        | 03:24 | 30/09/2016     | 19e titre de la réédition de l'album Les 3 Mousquetaires     |
| 2016  | Dans tes pensées            | 03:04 | 30/09/2016     | 20e titre de la réédition de l'album Les 3 Mousquetaires     |
| 2017  | Je suis cash (live)         | 04:00 | 24/11/2017     | 3e titre du coffret 2DVD + 1CD Les 3 Mousquetaires           |
| 2017  | Rendez-vous en enfer (live) | 03:29 | 24/11/2017     | 10e titre du coffret 2DVD + 1CD Les 3 Mousquetaires          |

### Clips
| Année | Titre                                                  | Réalisation            | Date de sortie |
| ----- | ------------------------------------------------------ | ---------------------- | -------------- |
| 2013  | No Side To Go                                          | Alexander J.E. Bradley | 06/04/2013     |
| 2015  | Toboggan (You Are The One) (Music vidéo Nouvelle Star) | —                      | 19/03/2015     |
| 2015  | Toboggan (You Are The One) (Vidéo Lyrics Officielle)   | Julien Bloch           | 27/03/2015     |
| 2015  | Dur dur (Vidéo Lyrics)                                 | —                      | 06/07/2015     |
| 2015  | Dur Dur (Clip Officiel)                                | Chris Delaporte        | 30/07/2015     |
| 2015  | Lost (Clip Officiel)                                   | Chris Delaporte        | 16/10/2015     |
| 2016  | Diamond Rain (Stevans featuring EMJI) (Clip officiel)  | Anoush Abrar           | 29/08/2016     |

## Concerts

### Premiers concerts
Elle effectue des premiers concerts avant ceux consacrés à la présentation de son album Folies douces.

### TournéeFolies douces2015
Lors de ces concerts, Emji interprète notamment des titres des singles, des titres inédits de son futur album, des reprises mais aussi des titres qui ne seront a priori pas sur Folies douces. Emji est accompagnée sur scène par Rébecca Féron (harpe) et deux autres musiciens multi-instrumentistes Martin Gamet alias Gribz (batterie, basse) et Nicolas Mathuriau (claviers, batterie).

### TournéeFolies douces2016
Comme lors de sa tournée de 2015, Emji interprète des titres de son album Folies douces dans des orchestrations différentes et quelques reprises. Elle est toujours accompagnée sur scène par Rébecca Féron et Martin Gamet et par Christophe, un nouveau musicien.